# Lophotrochozoa
I Lophotrochozoa sono uno dei due maggiori cladi degli animali protostomi (con gli Ecdysozoa). La tassonomia fu introdotta dal 1995 in una pubblicazione di Halanych. Il clado è supportato e basato su dati molecolari; evidenze molecolari che risultano dagli studi dell'evoluzione di piccole subunità di RNA ribosomiale (rRNA) supportano la monofilia dei phyla compresi in questo clado.
Questo clado raggruppa animali che appartenevano a diverse (e obsolete) suddivisioni tassonomiche; alcuni phyla erano parte dei Celomati ed altri degli Pseudocelomati.
Il nome Lophotrochozoa deriva dal fatto che gli animali appartenenti a questo clado si nutrono tramite un lofoforo o si sviluppano mediante una larva trocofora.

## Classificazione
- Phylum Nemertea o Rhynchocoela (Nemertini o Nemertei o Rincoceli)
- Phylum Entoprocta o Kamptozoa (Endoprocti o Endoprotti o Camptozoi)
- Phylum Mollusca (Molluschi)
  - Subphylum Aculifera (Aculiferi)
    - Poliplacophora (Poliplacofori)
    - Caudofoveata (Caudofoveati)
    - Solenogastres (Solenogastri)

  - Subphylum Conchifera (Conchiferi)
    - Monoplacophora (Monoplacofori)
    - Gastropoda (Gasteropodi)
    - Bivalvia (Bivalvi)
    - Scaphopoda (Scafopodi)
    - Cephalopoda (Cefalopodi)
    - Rostroconchia (Rostroconchi) †
    - Helcionelloida (Helcionelloidi) †
    - Tentaculita (Tentaculiti) †
- Phylum Annelida (Anellidi o Vermi Metamerici) 
  - Polychaeta (Policheti)
  - Clitellata (Clitellati)
- Phylum Bryozoa o Ectoprocta (Briozoi o Ectoprocti)
  - Stenolaemata (Stenolaemati)
  - Gymnolaemata (Gymnolaemati)
  - Phylactolaemata (Phylactolaemati)
- Phylum Phoronida (Foronidei)
- Phylum Brachiopoda (Brachiopodi)
  - Articulata (Articulati)
  - Inarticulata (Inarticulati)
- Phylum Hyolitha (Ioliti)